# Peter Copley
Peter Copley (* 20. Mai 1915 in Bushey, Hertfordshire, England; † 7. Oktober 2008 in Bristol) war ein britischer Schauspieler.

## Leben
Copley studierte am Schauspiel am Old Vic Theatre in London und hatte dort auch 1932 sein Bühnendebüt in William Shakespeares Das Wintermärchen. Drei Jahre später trat er erstmals am Londoner West End auf. 1934 hatte er sein Spielfilmdebüt, zwei Jahre später war er auf Theatertournee durch Südamerika und 1939 hatte er ein Engagement am Gate-Theater in Dublin. Während des Zweiten Weltkrieges diente er zwischen 1940 und 1941 bei den britischen Streitkräften. Nach Kriegsende spielte er ununterbrochen bis 1950 mit der Old Vic Company. Copley war in den 1940er und frühen 1950er Jahren Mitglied der Communist Party of Great Britain. Er studierte neben seinen Schauspielberuf Rechtswissenschaft und wurde 1963 an die Anwaltskammer Middle Temple berufen, praktizierte jedoch nie.
Copley war in weit über 100 Fernsehrollen im britischen Fernsehen zu sehen, darunter viele Gastauftritte in Fernsehserien wie Geheimauftrag für John Drake, Department S, Doctor Who, Mit Schirm, Charme und Melone und Fünf Freunde. Dem deutschsprachigen Publikum ist er vor allem durch seine Rolle als Reverend Muldaur im britischen Fernsehfilm Der kleine Lord mit Alec Guinness und Ricky Schroder in den Hauptrollen bekannt, der alljährlich zur Weihnachtszeit wiederholt wird. Zu seinen Spielfilmauftritten zählen die Beatles-Komödie Hi-Hi-Hilfe! von Richard Lester, Steven Spielbergs Das Reich der Sonne, Ridley Scotts Königreich der Himmel und Roman Polańskis Oliver Twist. Seinen letzten Auftritt hatte er im Fantasyfilm The Color of Magic – Die Reise des Zauberers von und mit Terry Pratchett. Daneben war er auch immer wieder in großen Theaterproduktionen wie Richard II. und Hamlet zu sehen und trat auch im hohen Alter noch mit der Royal Shakespeare Company auf.
Copley war drei Mal verheiratet; zwischen 1941 und 1953 mit der Schauspielerin Pamela Brown, danach mit Ninka Dolega und von 1967 bis zu seinem Tod mit Margaret Tabor. Aus dieser Ehe ging eine Tochter hervor.

## Filmografie (Auswahl)
- 1950: Der goldene Salamander (Golden Salamander)
- 1953: Saadia
- 1956: Die fünfte Kolonne (Foreign Intrigue)
- 1957: In letzter Stunde (Time Without Pity)
- 1961: Der Teufelskreis (Victim)
- 1964: Geheimauftrag für John Drake (Danger Man; Fernsehserie, 1 Folge)
- 1964: King and Country – Für König und Vaterland (King & Country)
- 1965: Der gewisse Kniff (The Knack ...and How to Get It)
- 1965: Hi-Hi-Hilfe! (Help!)
- 1965: Simon Templar (The Saint; Fernsehserie, 1 Folge)
- 1967: Minirock und Kronjuwelen (The Jokers)
- 1967: Das grüne Blut der Dämonen (Quatermass and the Pit)
- 1968: In den Schuhen des Fischers (The Shoes of the Fisherman)
- 1969: Department S (Fernsehserie, 1 Folge)
- 1969: Frankenstein muß sterben (Frankenstein Must Be Destroyed)
- 1972: Callan (Fernsehserie, 1 Folge)
- 1975: Doctor Who (Fernsehserie, 2 Folgen)
- 1976: Brüll den Teufel an (Shout at the Devil)
- 1976: Mit Schirm, Charme und Melone (The New Avengers; Fernsehserie, 1 Folge)
- 1978: Fünf Freunde (The Famous Five; Fernsehserie, 1 Folge)
- 1980: Der kleine Lord (Little Lord Fauntleroy); Fernsehfilm
- 1981: Die unglaublichen Geschichten von Roald Dahl (Tales of the Unexpected; Fernsehserie, 1 Folge)
- 1987: Das Reich der Sonne (Empire of the Sun)
- 1991: Agatha Christie’s Poirot (Fernsehserie, 1 Folge)
- 1991–1999: Casualty (Fernsehserie, 4 Folgen)
- 1992: A Dangerous Man: Lawrence After Arabia
- 1994, 1999: The Bill (Fernsehserie, 2 Folgen)
- 2002: Doctors (Fernsehserie, 1 Folge)
- 2005: Königreich der Himmel (Kingdom of Heaven)
- 2005: Oliver Twist
- 2008: The Color of Magic – Die Reise des Zauberers (The Colour of Magic)